# Oikologoi Prasinoi
Oikologoi Prasinoi eller Økologiske Grønne (græsk: Οικολόγοι Πράσινοι) er et politisk parti i Grækenland. Partiet er stiftet i år 2002. Det er medlem af De Europæiske Grønne.
Partiet inkluderer det tidligere parti Prasini politiki (Grøn politik). Partiet har rødder tilbage til 1982, hvor Den økologiske bevægelse i Thessaloniki (græsk: Οικολογική Κίνηση Θεσσαλονίκης, Oikologiki Kinisi Thessalonikis) blev stiftet.

## Parlamentsvalg
Ved valget til det græske parlament i 2009 kom partiet ikke ind. Ved valget i maj 2012 fik partiet 2,93 procent af stemmerne. Dermed nåede partiet igen ikke over spærregrænsen på tre procent, og det blev ikke repræsenteret i parlamentet.
Ved valget i juni 2012 fik partiet 54.421 stemmer, dette svarer til 0,88 procent, og partiet er fortsat ikke repræsenteret i parlamentet.

## Andre valg
Ved det regionale valg i Thessaloniki i 2006 fik partiet 4,6 procent af stemmerne. Dette gav to pladser i Præfekturrådet for Thessaloniki. Ved det samtidige valg til byrådet stemte 15,97 procent på partiet. Dette gav tre pladser i Thessaloniki Byråd.
Ved valget til Europa-Parlamentet i 2009 fik partiet 3,49 procent af stemmerne. Dette gav et mandat.
Ved de regionale valg i 2010 fik partiet 11 mandater i rådene for de græske periferier. Desuden blev partiet repræsenteret i en række kommunalbestyrelser.

## Eksterne links
- Officielt websted (græsk)

37°58′39.48″N 23°43′49.17″Ø / 37.9776333°N 23.7303250°Ø